# Bogdan George Apetri
Pour les articles homonymes, voir Apetri.
Bogdan George Apetri, né le 2 février 1976 à Piatra Neamț (Roumanie), est un producteur de cinéma, réalisateur et scénariste roumain.
Il est aussi directeur de la photographie et monteur.

## Filmographie partielle

### Au cinéma (scénario et réalisation)
- 2002 : Corny  (court métrage)
- 2002 : The Arrival of the Train at the Station (court métrage)
- 2003 : Crossing (court métrage)
- 2006 : O foarte scurta trilogie despre singuratate (court métrage)
- 2008 : Ultima zi in decembrie (court métrage)
- 2010 : Periferic
- 2020 : Neidentificat (de)
- 2021 : Dédales (Miracol)